# Neomochtherus arabicus
Neomochtherus arabicus är en tvåvingeart som först beskrevs av Macquart 1838.  Neomochtherus arabicus ingår i släktet Neomochtherus och familjen rovflugor. Inga underarter finns listade i Catalogue of Life.